# Hylodidae
Hylodidae – rodzina płazów z rzędu płazów bezogonowych (Anura).

## Zasięg występowania
Rodzina obejmuje gatunki występujące od północno-zachodniej Brazylii do południowej Brazylii i północnej Argentyny.

## Podział systematyczny
Badania molekularne przeprowadzone przez Streichera i współpracowników w 2018 roku sugerują, że Hylodidae jest taksonem siostrzanym dla Alsodidae i razem z Batrachylidae i Cycloramphidae tworzą grupę monofiletyczną Neoaustrarana. Do rodziny należą następujące rodzaje:
- Crossodactylus Duméril i Bibron, 1841
- Hylodes Fitzinger, 1826
- Megaelosia Miranda-Ribeiro, 1923
- Phantasmarana Vittorazzi, Augusto-Alves, Neves-da-Silva, Carvalho-e-Silva, Recco-Pimentel, Toledo, Lourenço & Bruschi, 2021